# Myosotis incrassata
Myosotis incrassata là loài thực vật có hoa trong họ Mồ hôi. Loài này được Guss. mô tả khoa học đầu tiên.